# Linda A. Morabito
Linda A. Morabito, née le 21 novembre 1953, aussi connue sous le nom de Linda Kelly, Linda Hyder et Linda Morabito-Meyer[réf. nécessaire], est l'astronome ayant découvert l'activité volcanique sur Io, un satellite de Jupiter, le 9 mars 1979, au Jet Propulsion Laboratory de la Nasa. Au moment de la découverte, elle travaillait comme ingénieur sur le système de traitement des images et de guidage optique (ONIPS) dans l'équipe de navigation du Programme Voyager. Pendant qu'elle analysait une image provenant de Voyager 1, elle détecta un nuage de 270 km (170 miles) au large de Io. Le nuage était d'origine volcanique.
C'était la première fois dans l'histoire qu'une forme de volcanisme actif était détectée en dehors de la Terre. Sa découverte est considérée par certains scientifiques comme la plus importante découverte du programme d'exploration planétaire issu du Jet Propulsion Laboratory. Linda est actuellement professeur associé d'astronomie au Victor Valley College, Victorville, Californie. Sous le nom de Linda Morabito Meyer, elle a également publié un mémoire intitulé Parallel Universes: A Memoir from the Edges of Space and Time.

## Origines et famille
Née à Vancouver, Linda Morabito émigra aux États-Unis avec sa famille en 1961. Enfant, elle a toujours su qu'elle deviendrait astronome et bénéficia d'un programme d'enseignement accéléré du district scolaire de Pasadena, Californie. Elle sauta une classe de primaire en raison de ses aptitudes et connaissances. À l'âge de 9 ans, elle écrivit un texte intitulé « Mon travail dans le monde des astronomes ».
En 2008, Linda épousa le Major David Meyer, retraité de l'US Air Force et désormais professeur associé d'astronomie comme elle. Elle a un fils prénommé Ryan Hyder, musicien, deux fils adoptifs appelés Jason et Brett Hyder ainsi que trois petits-enfants Robert Wooten, Nathan Hyder et J.D. Hyder.

## Carrière universitaire
Diplômée de l'université du Sud de la Californie, Linda obtint un B.S en astronomie en 1974 et étudia également l'informatique. Avant même d'obtenir son diplôme, elle rejoignit le  Jet Propulsion Laboratory dans le cadre d'un job d'été avant d'y prendre un poste d'ingénieur au sein du groupe de développement des éphémérides des satellites des planètes de la galaxie après avoir été diplômée. C'est dans le cadre de ce poste qu'elle occupa de 1974 à 1981, qu'elle découvrit le « croissant anormal » non loin de Io, un satellite de Jupiter sur une photo de guidage prise par la sonde spatiale Voyager 1. Elle émit une série d'hypothèses et mena des recherches afin de les confirmer ou les infirmer et de pouvoir identifier à quoi correspondait ce « croissant ». Linda fut capable d'en déduire que le phénomène observé correspondait au panache d'une éruption volcanique qui s'était produite à la surface de Io. Sa découverte fut diffusée dans le monde entier dès le 12 mars 1979.
De 1997 à 2004, elle travailla à la Planetary Society en tant que directrice du développement du secteur Éducation et Formation. Elle y effectua un travail d'information et de vulgarisation sur  la mission spatiale Mars Global Surveyor , devant permettre à certains étudiants de participer à la mission Mars Exploration Rover qui prévoyait d'envoyer Spirit et Opportunity, deux astromobiles sur Mars. Elle devint professeur associé d'astronomie au Victor Valler College en 2007 où elle enseigne toujours à l'heure actuelle. En 1977, elle fut invitée à participer aux recherches sur le programme Viking visant à collecter des informations sur Mars. Elle mena l'étude sur la constitution de la surface de la planète Mars et analysa les données collectées par les deux orbiteurs et atterrisseurs Viking. Entre 2007 et 2009, elle travailla au Lewis Center for Educational Research, une école destinée à la recherche où elle enseigna à des étudiants du monde entier comment se servir d'un radio-télescope pour effectuer des recherches en astronomie. Les étudiants avaient l'opportunité de collaborer à certains projets de la NASA tels que le télescope spatial Spitzer, la mission Juno vers Jupiter et la mission lunaire LCROSSS. Linda donna des cours et des conférences d'astronomie pendant plus de trente ans, apparut dans de nombreux documentaires scientifiques et fut la commentatrice scientifique régulière de deux talk-shows télévisés à Vancouver, Canada (1979-1981).

## Autres activités
En 2004, Linda Morabito réalisa qu'enfant, elle avait été victime d'abus sexuels graves et fut atteinte du trouble de stress post-traumatique. Elle suit un traitement de pointe développé par le Dr Francine Shapiro basé sur l'Intégration neuro-émotionnelle par les mouvements oculaires. Toutes ces expériences passées l'ont amenée à adopter une forte perspective chrétienne de la vie. Son livre, Parallel Universes: A Memoir from the Edges of Space and Time, est un ouvrage chrétien personnel autant qu'un mémoire scientifique. Il parle, en effet, de plusieurs expériences de mort imminente, de sa tentative de faire la vérité sur son passé caché entre 2003 et 2011 ainsi que des événements autour de sa découverte majeure à la NASA en 1979.

## Honneurs et récompenses
Pendant sa carrière, Linda Morabito a obtenu  les récompenses suivantes :
- NASA Group Achievement Award pour les opérations de vol et de guidage de Voyager
- NASA Group Achievement Award pour la conception et le développement de systèmes d'exploitation des données de la Mission Voyager
- NASA Group Achievement Award pour la conception de la Mission Voyager et le développement des éphémérides
- Individual Certificate of Appreciation de la NASA pour contribution à la mission de la NASA grâce aux avancées des techniques de traitement de l'image et la découverte du volcanisme sur Io
- Elle a été nommée « personnalité ayant fait avancer l’aérospatiale » par le Magazine Aviation Week & Space Technology
- L'Union astronomique internationale a donné son nom à l’Astéroïde 3106 Morabito en l'honneur de sa découverte des activités volcaniques sur Io